# Оксид рения(II)
Оксид рения(II) — неорганическое соединение, окисел металла рения с формулой ReO,
чёрные кристаллы,
не растворимые в воде,
образует гидраты.

## Получение
- Гидрат окиси рения ReO•H2O образуется при восстановлении кадмием рениевой кислоты в кислой среде:

{\displaystyle {\mathsf {2HReO_{4}+5Cd+10HCl\ {\xrightarrow {}}\ 2ReO\cdot H_{2}O\downarrow +5CdCl_{2}+4H_{2}O}}}

## Физические свойства
Оксид рения(II) образует чёрные кристаллы.
Не растворяется в воде.